# Gertraud Enderlein
Gertraud Enderlein (* 30. Januar 1887 in Dresden; † 22. Juli 1962 ebenda) war eine deutsche Schriftstellerin und Journalistin.

## Leben
Enderlein wurde in Dresden geboren und wuchs in der Dresdner Neustadt auf. Bereits im Alter von sieben Jahren schrieb sie erste Artikel und arbeitete vor dem Ersten Weltkrieg an Jugendbüchern mit. Während der Kriegsjahre war sie Schriftleiterin des Lokalteils einer Dresdner Heimatzeitschrift und arbeitete später 25 Jahre lang als Lokalredakteurin der Dresdner Neuesten Nachrichten. In dieser Zeit entstanden rund 20.000 Artikel aus ihrer Feder, vornehmlich zu kulturhistorischen Themen. Zudem schrieb sie Artikel für die Union, eine regionale Tageszeitung in der DDR.
Neben ihrer journalistischen Arbeit verfasste Enderlein Gedichte und veröffentlichte im Alter von 50 Jahren ihren ersten Roman Eine Frau aus Siebenlehn. Die Geschichte einer großen Liebe, der sich mit Amalie Dietrichs Leben befasste und 1955 erweitert in einer Neuausgabe erschien. In ihrem zweiten historischen Roman Das ist Merians Tochter! setzte sich Enderlein mit der Malerin Maria Sibylla Merian auseinander.
Enderlein engagierte sich aktiv im Landesverein Sächsischer Heimatschutz. Im Verlag des Vereins erschien 1932 ihr Sachbuch Dresdens Gärten und Parke. Ein Buch von der Schönheit der gepflegten Natur.

## Werke
- 1925: Großstadtzeitung
- 1931: Sächsische Zinnbergwerke
- 1932: Dresdens Gärten und Parke. Ein Buch von der Schönheit der gepflegten Natur
- 1937: Eine Frau aus Siebenlehn. Die Geschichte einer großen Liebe
- 1955: Die Frau aus Siebenlehn – aus Amalie Dietrichs Leben und Werk (veränderte Neuauflage des 1937 erschienenen Romans) – historischer Roman
- 1957: Das ist Merians Tochter! – historischer Roman